# Справа Сухово-Кобиліна (фільм)
«Справа Сухово-Кобиліна» — радянський чотирисерійний історичний телефільм 1991 року, режисера Леоніда Пчолкіна, присвячений долі російського драматурга О. В. Сухово-Кобиліна, у тому числі його кримінальній справі і історії створення його першої п'єси. Фільм був зевершений в 1991 році, в кінці вересня того ж року показаний на 1-му каналі Центрального телебачення.

## Сюжет

### Фільм 1-й. Залишити в підозрі

#### 1 серія
1902 рік. З дочкою Луїзою Сухово-Кобилін присутній на репетиції своєї п'єси «Весілля Кречинського» в паризькому театрі «Ренесанс», однак йому не подобається постановка, йому здається, що французи не розуміють його «чисто російської» п'єси. Фінал комедії змінений: Кречинський не виходить сухим з води, а стріляється з пістолета.
1850 рік, Москва. Після сварки зі своєю коханкою, француженкою Луїзою Симон-Деманш, Сухово-Кобилін з товаришем Михайлом приїжджає до неї, щоб помиритися, але не застає вдома. Виявляється, Луїза ще ввечері попереднього дня пішла і не повернулася. Олександр повідомляє про зникнення жінки в поліцію. Незабаром Луїзу знаходять за містом мертвою. Олександра заарештовують, він проводить деякий час у в'язниці, де в камері зустрічає Гравця. Після допиту Сухово-Кобиліна відпускають, оскільки свідчення про участь у вбивстві дала прислуга Луїзи. Нова коханка Сухово-Кобиліна, Надія Наришкіна, оформляє закордонний паспорт і пропонує йому поїхати з нею за кордон, але Сухово-Кобилін відмовляється. Перед відходом вона повідомляє йому, що вагітна і відвезе дитину з собою, а в Росію більше не повернеться.
Сухово-Кобилін їде в село. Через три роки до нього приїжджає батько і повідомляє, що прислуга Луїзи постала перед судом і була засуджена до каторжних робіт, проте відмовилася від свідчень, так що слідство у справі про вбивство вирішено відновити, у зв'язку з чим Олександра просять повернутися в Москву.

#### 2 серія
Повернувшись до Москви, Сухово-Кобилін знову піддається допиту, на цей раз у нового слідчого Сретенського. Він також зустрічається з Петром Чаадаєвим і розмовляє з ним. Мати Сухово-Кобиліна турбується про те, що розгляд у справі затягнувся, і за порадою знайомого чиновника переконує сина дати хабар слідчому. Сухово-Кобилін дає велику суму слідчому, який обіцяє залагодити справу, однак тут же від іншого чиновника Олександр дізнається, що його справу у невигідному для нього напрямку днями вже було відправлено в Петербург: таким чином, Сретенський обдурив його. Коли він повертається в кабінет Сретенського і погрожує заявити про те, що дав хабар, чиновник на його очах з'їдає банківський чек.
Починається Кримська війна. Поміщений на гауптвахту, Сухово-Кобилін починає писати п'єсу «Весілля Кречинського». Новий слідчий запитує його про лист, який Сухово-Кобилін отримав від Миколи Огарьова і в якому згадується емігрант і «наклепник Росії» Олександр Герцен.
Після смерті Миколи Першого Сухово-Кобиліна визволили. Прийшовши на бал, він знову зустрічає Чаадаєва. Також на балу перед його очима проходять початкові сцени з «Весілля Кречинського».

#### 3 серія
1855 рік. Сухово-Кобилін закінчує «Весілля Кречинського» і пропонує її театру. Він сам присутній при репетиціях і дає керівництво акторам, пропонуючи їм збільшити темп гри. Також у автора відбувається конфлікт з директором Імператорських театрів через кандидата на роль Расплюєва.
В кінці року з успіхом проходить прем'єра спектаклю. Від знайомої Сухово-Кобилін дізнається, що Наришкіна живе в Парижі і одружена з Олександром Дюма, причому з нею «на положенні сироти» живе п'ятирічна дочка Сухово-Кобиліна, яку назвали Луїза.
Сухово-Кобилін отримує нове повідомлення від слідства про те, що звинувачення з його прислуги були зняті, а сам він як і раніше залишається під підозрою в тому, що міг змусити слуг обмовити себе.

### Фільм 2-й. Піддати покаянню
1856 рік. Оскільки справу так і не завершено, мати вмовляє Олександра поїхати в Петербург, щоб подати прохання Імператриці про припинення справи. Після отримання прохання Сухово-Кобиліна відвідує міністр юстиції граф Панін і обіцяє, що справа буде припинена. Справа припиняється, хоча при спробі Сухово-Кобиліна отримати оригінал рішення Державної ради у справі виявляється, що збереглася лише копія, тоді як оригінал був втрачений одним з чиновників в п'яному вигляді.
1858 рік. Сухово-Кобилін вирішує їхати в Париж, щоб побачити дочку. Йому не відразу видають дозвіл на виїзд, з огляду на те, що рішенням по справі він повинен був спочатку принести покаяння в перелюбстві, однак документів про це немає. Проте, після отримання дозволу Олександр опиняється в Парижі, де зустрічається з Наришкіною і її чоловіком Дюма. Він вперше бачить дочку Луїзу, однак Наришкіна проти того, щоб Сухово-Кобилін удочерив її. Дюма обіцяє Сухово-Кобиліну, що той зможе удочерити Луїзу після досягнення нею повноліття.
1902 рік. Сухово-Кобилін, вже дуже старий, живе у французькій Рив'єрі з Луїзою. Він отримує лист про обрання почесним членом Академії наук. На прогулянці письменник зустрічає Антона Чехова, з яким розмовляє про Росію та літературу. Чехов, також почесний академік, каже, що збирається відмовитися від членства в знак протесту проти анулювання виборів в академіки Максима Горького.
Прогулюючись по пляжу, Сухово-Кобилін подумки знову розмовляє з Гравцем, який говорить йому, що хоча література і засуджує пороки, вони ніколи не зникнуть, бо природу людини не змінити.

## У ролях
- Юрій Бєляєв — Олександр Васильович Сухово-Кобилін
- Олена Яковлєва — француженка Луїза Симон-Деманш
- Юлія Меньшова — Надія Наришкіна
- Микола Мартон — батько Сухово-Кобиліна, Василь Олександрович Сухово-Кобилін
- Наталія Вавилова — сестра Сухово-Кобиліна, Євдокія Василівна
- Людмила Чурсіна — мати Сухово-Кобиліна, Марія Іванівна Сухово-Кобиліна
- Олена Старостіна — сестра Сухово-Кобиліна, Софія Василівна
- Наталія Єрошкіна — сестра Сухово-Кобиліна, Єлизавета Василівна
- Є. Фугарова — дочка Сухово-Кобиліна, Луїза
- Ксенія Большакова — дочка Сухово-Кобиліна, Луїза (в дитинстві)
- Андрій Рапопорт — зять Сухово-Кобиліна, Михайло Петрово-Соловово
- Олександр Абдулов — Михайло Васильович Кречинський / Гравець
- Інокентій Смоктуновський — відставний капітан, поміщик Муромський
- Марія Смоктуновська — дочка Муромського, Лідія Петрівна Муромська
- Валентина Литвинова — тітка Лідії Петрівни, Анна Антонівна
- Олександр Калягін — Іван Антонович Расплюєв
- Сергій Юрський — Кречинський (на французькій сцені)
- Олександр Фатюшин — Олександр Дюма
- Михайло Філіппов — Петро Якович Чаадаєв
- Борис Плотніков — Антон Павлович Чехов
- Всеволод Ларіонов — обер-поліцмейстер Іван Дмитрович Лужин
- Владислав Стржельчик — генерал-губернатор Арсеній Андрійович Закревський
- Юрій Медведєв — чиновник на раді у генерал-губернатора, Павло Васильович
- Геннадій Богачов — міністр юстиції Віктор Микитович, граф Панін
- Юрій Каюров — директор імператорських театрів
- Валерій Баринов — слідчий Сретенський
- Григорій Острін — слідчий Троїцький
- Сергій Мигицко — слідчий
- Анатолій Соловйов — поліцейський чин
- Надія Бутирцева — дружина губернатора
- Олена Бондарчук — графиня
- Юрій Саг'янц — Никанор Савич
- Сергій Кончевський — Бурдін
- Михайло Свєтін — Іванов
- Віктор Гоголєв — Пал Палич
- Олег Вавилов — Павло
- Валерій Долженков — Євген Григор'єв
- Георгій Мартіросян — викладач в школі гімнастики
- Петро Толстой — граф Толстой
- Олександр Клюквін — молода людина в школі гімнастики
- Леонід Тимцуник — Іван Іванович
- Віктор Уральський — слуга Сухово-Кобиліна, Макар
- Геннадій Юхтін — слуга Кречинського, Федір
- Олена Папанова — служниця Луїзи, Палажка

## Знімальна група
- Режисер — Леонід Пчолкін
- Сценаристи — Леонід Пчолкін, Ігор Шевцов
- Оператори — Володимир Брусін, Валентин Халтурін
- Композитор — Андрій Петров
- Художники — Валентина Брусіна, Ігор Дубровін